# Chrysaora fuscescens
Chrysaora fuscescens är en manetart som beskrevs av Brandt 1835. Chrysaora fuscescens ingår i släktet Chrysaora och familjen Pelagiidae. Inga underarter finns listade i Catalogue of Life.

## Bildgalleri

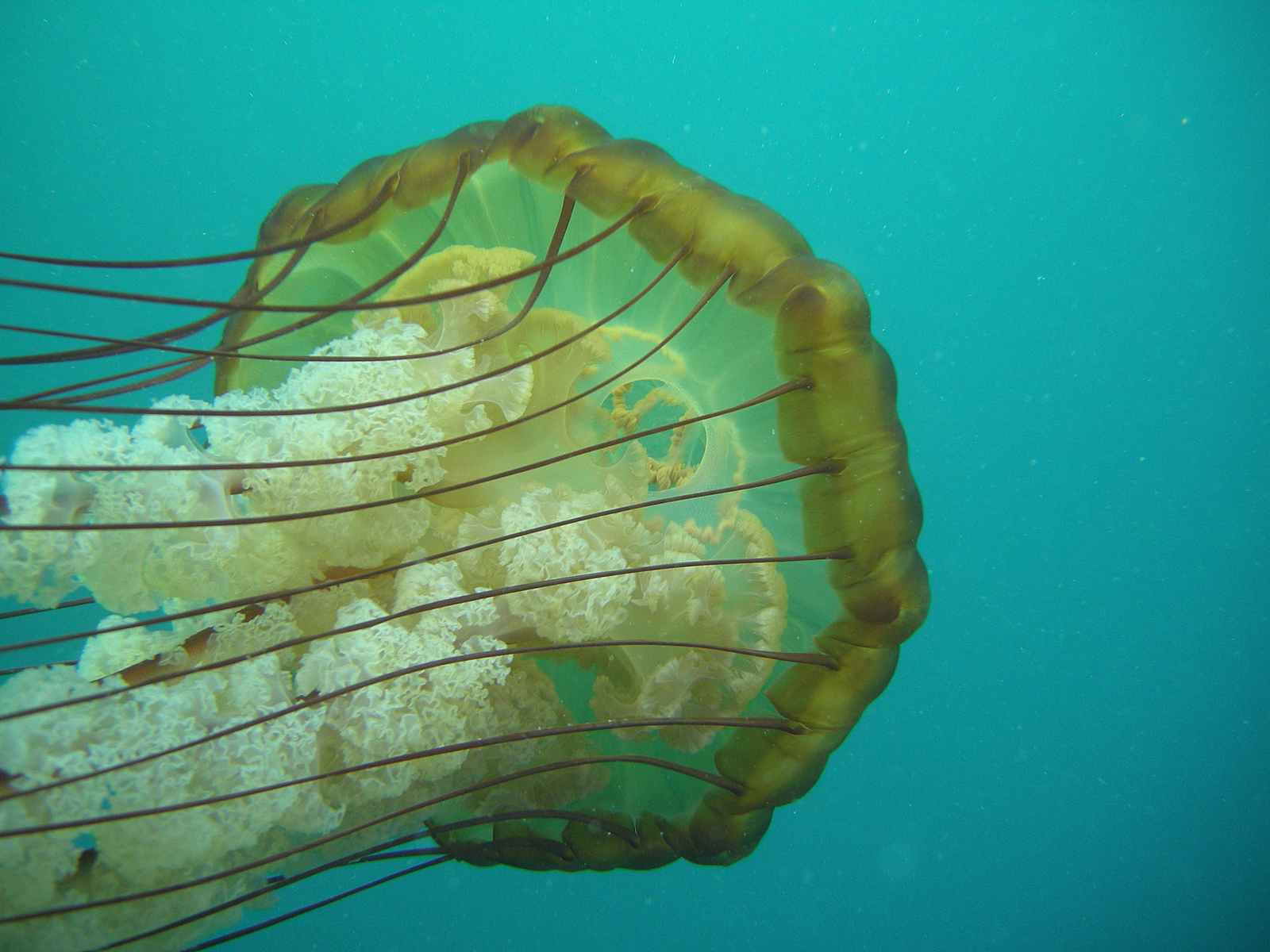
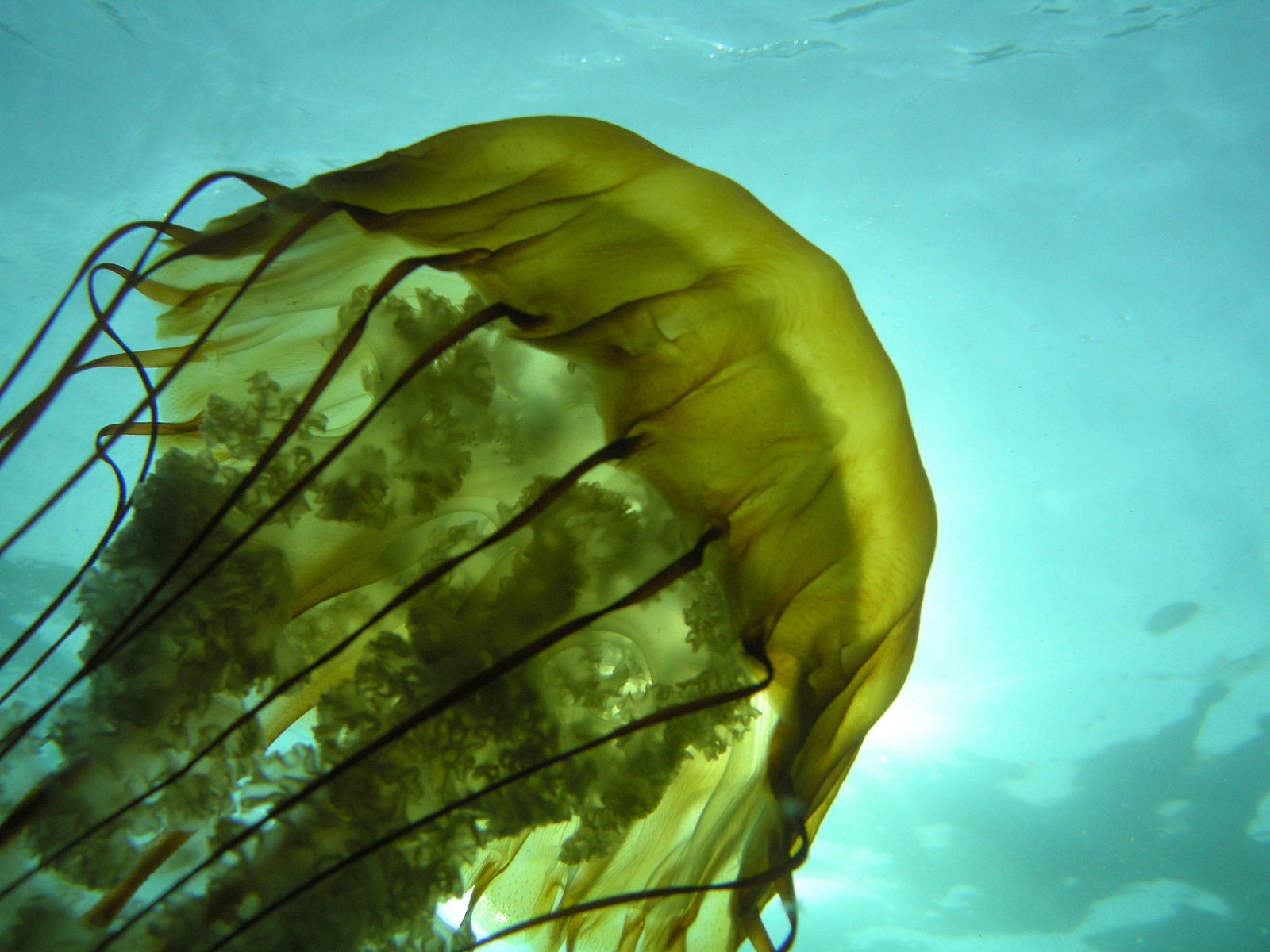